# リターン・トゥ・パラダイス
『リターン・トゥ・パラダイス』（Return to Paradise）は、1998年公開のアメリカ映画。

## あらすじ
ジョンはマレーシアを訪れ、旅先で環境保護活動に熱心なルイスとハーバード大生のトニーに出会う。意気投合した三人は酒と女と麻薬が溢れる5週間を満喫する。
ハメを外し過ぎて壊れてしまったレンタルの自転車を森に投棄した翌日、環境保護のために滞在していたルイス以外の二人はアメリカに帰国するが、それから2年が過ぎたある日、弁護士を名乗る女がジョンの前に現れ、ルイスについて語り始める。
その内容は、
1. 二人が帰国した後、貸自転車屋が警察を連れてルイスのもとを訪れた。
2. その際、訪れた警察はコテージから104グラムの大麻を見つけ、ルイスを大麻所持で逮捕した。
3. ルイスは現在も服役中である。
4. 所持量が100グラムを超えるとマレーシアの法律では売人と見做され、罪状が密輸になる。
5. 売人の嫌疑を払うためには三人で責任を分担する必要がある。
6. 残る二人が戻り服役すれば全員が刑期3年に。
7. 一人戻れば6年。
8. 誰も戻らなければルイスは売人として処罰される。
9. 売人に対する処罰は絞首刑による死刑。
10. 刑執行は8日後。

死刑執行まであと8日。3年の刑か、友を見殺しか。罪悪感と恐怖の狭間で揺れ、苦悩の末に下した決断とは。

## キャスト
| 役名                             | 俳優                         | 日本語吹替 |
| -------------------------------- | ---------------------------- | ---------- |
| ジョン 'シェリフ' ボーゲシェリフ | ヴィンス・ヴォーン           | 大川透     |
| ベス・イースタン                 | アン・ヘッシュ               | 佐藤しのぶ |
| ルイス・マクブライド             | ホアキン・フェニックス       | 神奈延年   |
| トニー・クロフト                 | デヴィッド・コンラッド       | 村治学     |
| ケリー                           | ヴェラ・ファーミガ           | 深水由美   |
| ラヴィッチ                       | ニック・サンドウ             | 大西健晴   |
| M・J・メジャー                   | ジェイダ・ピンケット＝スミス |            |